# Leichtathletik-U20-Asienmeisterschaften 2023
Die 20. Leichtathletik-U20-Asienmeisterschaften fanden vom 4. bis zum 7. Juni 2023 im südkoreanischen Yecheon statt, womit die Meisterschaften erstmals in Südkorea stattfanden.

## Ergebnisse

### Männer

#### 100 m
| Platz | Athlet           | Land | Zeit (s) |
| ----- | ---------------- | ---- | -------- |
| 1     | Kaito Kuroki     | JPN  | 10,37 SB |
| 2     | Lin Po-hsun      | TPE  | 10,42 PB |
| 3     | Haruki Narushima | JPN  | 10,43 SB |
| 4     | Nwamadi Joel-jin | KOR  | 10,50 PB |
| 5     | Li Po-jui        | TPE  | 10,54 PB |
| 6     | Lee Mark Ren     | SGP  | 10,60    |
| 7     | Huang Yi         | CHN  | 10,64 SB |
| 8     | Chan Yat Lok     | HKG  | 10,71    |

Finale: 5. Juni
Wind: −0,3 m/s

#### 200 m
| Platz | Athlet          | Land | Zeit (s) |
| ----- | --------------- | ---- | -------- |
| 1     | Chen Jinfeng    | CHN  | 20,81 PB |
| 2     | Sarawut Nuansri | THA  | 21,18    |
| 3     | Aidil Auf Hajam | MAS  | 21,37    |
| 4     | Lee Mark Ren    | SGP  | 21,45    |
| 5     | Lin Po-hsun     | TPE  | 21,48    |
| 6     | Li Po-jui       | TPE  | 21,49    |
| 7     | Bae Gun-yul     | KOR  | 21,51    |
| 8     | Kim Dong-jin    | KOR  | 22,05    |

Finale: 7. Juni
Wind: +1,0 m/s

#### 400 m
| Platz | Athlet                              | Land | Zeit (s) |
| ----- | ----------------------------------- | ---- | -------- |
| 1     | Ismail Doudai Abakar                | QAT  | 46,18 PB |
| 2     | Bae Geon-yul                        | KOR  | 46,73 PB |
| 3     | Chen Cheng-an                       | TPE  | 47,32 PB |
| 4     | Hamzah Abdulla Humaid Said al-Jabri | OMA  | 47,41 PB |
| 5     | Kim Jeong-hyun                      | KOR  | 47,62 PB |
| 6     | Lakki Yuyamadu                      | THA  | 47,97 PB |
| 7     | Muhammad Aidil Azrul                | MAS  | 48,31    |
|       | Daiki Nakamichi                     | JPN  | DNS      |

Finale: 4. Juni

#### 800 m
| Platz | Athlet                  | Land | Zeit (min) |
| ----- | ----------------------- | ---- | ---------- |
| 1     | Hironori Tachizako      | JPN  | 1:49,22 PB |
| 2     | Li An-yi                | TPE  | 1:49,44 PB |
| 3     | Shakeel                 | IND  | 1:49,80    |
| 4     | Mohammad Hesam Mozafari | IRI  | 1:50,86 PB |
| 5     | Shyam Milan             | IND  | 1:51,31    |
| 6     | Hussein Loraña          | PHI  | 1:52,57 PB |
| 7     | Li Hsin-I               | TPE  | 1:53,33    |
| 8     | Ryoto Aoki              | JPN  | 1:53,99    |

Finale: 5. Juni

#### 1500 m
| Platz | Athlet           | Land | Zeit (min) |
| ----- | ---------------- | ---- | ---------- |
| 1     | Jumpei Maseda    | JPN  | 3:50,15    |
| 2     | Mustafa Mohsen   | IRQ  | 3:52,19    |
| 3     | Mehedi Hassan    | IND  | 3:56,02    |
| 4     | Aibol Omar       | KAZ  | 3:58,58    |
| 5     | Oh Chang-ki      | KOR  | 4:00,58    |
| 6     | Lin Yu-an        | TPE  | 4:01,10    |
| 7     | Anwar Batyrbekow | KGZ  | 4:07,23    |
| 8     | Chu Lok Yin      | HKG  | 4:09,89 PB |

7. Juni

#### 3000 m
| Platz | Athlet               | Land | Zeit (min) |
| ----- | -------------------- | ---- | ---------- |
| 1     | Sonata Nagashima     | JPN  | 8:19,49 SB |
| 2     | Kim Tae-hun          | KOR  | 8:41,14 PB |
| 3     | Zainulabdeen Mokhles | IRQ  | 8:42,26    |
| 4     | Alkhalifah Ali Zaki  | KSA  | 9:18,98 PB |
| 5     | Hamad Saleh al-Yami  | KSA  | 9:19,12    |

4. Juni

#### 5000 m
| Platz | Athlet             | Land | Zeit (min)  |
| ----- | ------------------ | ---- | ----------- |
| 1     | Sonata Nagashima   | JPN  | 14:23,91    |
| 2     | Shivaji Parashuram | IND  | 14:49,06    |
| 3     | Kim Tae-hun        | KOR  | 14:49,56    |
| 4     | Hsu Li-hung        | TPE  | 14:49,74 PB |
| 5     | Hwangbo Han-bin    | KOR  | 15:26,87    |

7. Juni

#### 10.000 m Bahngehen
| Platz | Athlet              | Land | Zeit (min) |
| ----- | ------------------- | ---- | ---------- |
| 1     | Bao Xingzu          | CHN  | 42:07,53   |
| 2     | Zhang Zhiwei        | CHN  | 42:50,71   |
| 3     | Shotaro Shimoike    | JPN  | 44:05,50   |
| 4     | Kim Ga-ram          | KOR  | 46:15,20   |
| 5     | Lin Chia-hung       | TPE  | 46:25,45   |
| 6     | Darchаn Asetchanuly | KAZ  | 48:52,45   |
|       | Shih Hsiang-yung    | TPE  | DSQ        |

7. Juni

#### 110 m Hürden (99 cm)
| Platz                   | Athlet                   | Land | Zeit (s) |
| ----------------------- | ------------------------ | ---- | -------- |
| 1                       | Hsieh Yuan-kai           | TPE  | 13,44 PB |
| 2                       | Oumar Doudai Abakar      | QAT  | 13,68 PB |
| 3                       | Liu Hiu Long             | HKG  | 13,73 PB |
| 4                       | Lin Yi-kai               | TPE  | 13,77    |
| 5                       | Sin Ui-jin               | KOR  | 14,28    |
| 6                       | Zhi Xian Elvin Yap       | MAS  | 14,60    |
|                         | Nayef Mubarak al-Rashidi | QAT  | DNF      |
| Saad Mohamed al-Bakheet | KSA                      | DNS  |          |

Finale: 7. Juni
Wind: +0,7 m/s

#### 400 m Hürden
| Platz | Athlet                   | Land | Zeit (s) |
| ----- | ------------------------ | ---- | -------- |
| 1     | Ismail Doudai Abakar     | QAT  | 49,30 CR |
| 2     | Ryoma Konno              | JPN  | 49,91 PB |
| 3     | Lin Chung-wei            | TPE  | 50,16 PB |
| 4     | Muhammed Fakhrul Afizur  | MAS  | 51,26 NR |
| 5     | Azzam Ibrahim Abu Bakr   | KSA  | 51,32 PB |
| 6     | Kim Jeong-hyun           | KOR  | 52,13    |
| 7     | Yang Chun-hao            | TPE  | 52,38    |
| 8     | Mahamat Abakar Abdrahman | QAT  | 52,79    |

Finale: 6. Juni

#### 3000 m Hindernis
| Platz | Athlet                    | Land | Zeit (min) |
| ----- | ------------------------- | ---- | ---------- |
| 1     | Asahi Kuroda              | JPN  | 8:39,83    |
| 2     | Sharuk Khan               | IND  | 8:51,75 SB |
| 3     | Samir Eghbali             | IRI  | 9:07,62    |
| 4     | Lin Zhe-wei               | TPE  | 9:18,43    |
| 5     | Jung Min-kug              | KOR  | 9:49,83    |
| 6     | Rinat Kulygin             | KAZ  | 9:59,48    |
| 7     | Mohammed Nasser al-Aklabi | KSA  | 10:30,12   |

5. Juni

#### 4 × 100 m Staffel
| Platz               | Land                                                                     | Athleten                                                                     | Zeit (s) |
| ------------------- | ------------------------------------------------------------------------ | ---------------------------------------------------------------------------- | -------- |
| 1                   | Japan                                                                    | Haruki Narushima Kaito Kuroki Yuta Sekiguchi Eito Watanabe                   | 39,76 SB |
| 2                   | Südkorea                                                                 | Kim Jeong-yoon Kim Dong-jin Bae Geon-yul Nwamadi Joel-jin                    | 40,32 SB |
| 3                   | Indien                                                                   | Vallipi Hima Teja Arijit Rana Mohammad Reyan Basha Dondapati Mrutyam Jayaram | 40,56    |
|                     | Hongkong                                                                 | Chan Yat Lok Chung Tsz Sing Magnus Johannsson Cheng Cheung Hung              | DNF      |
| Thailand            | Watchapol Thanthong Nattapon Sookkasem Thawatchai Himaiad Supckon Sinzup | DSQ                                                                          |          |
| Volksrepublik China | Wang Xinkai Liu Hongxi Huang Yi Chen Jinfeng                             | DSQ                                                                          |          |

6. Juni

#### 4 × 400 m Staffel
| Platz | Land     | Athleten                                                             | Zeit (min) |
| ----- | -------- | -------------------------------------------------------------------- | ---------- |
| 1     | Thailand | Methawi Kanhaaudom Lakki Yuyamadu Thawatchai Himaiad Sarawut Nuansri | 3:08,34 SB |
| 2     | Indien   | Deepak Singh Sharan Megavarnam Rihan Choudhary Navpreet Singh        | 3:08,79    |
| 3     | Südkorea | Kim Jeong-hyun Bae Geon-yul Na Hyun-joo Kim Jun-sung                 | 3:12,08    |

7. Juni

#### Hochsprung
| Platz | Athlet                   | Land | Höhe (m) |
| ----- | ------------------------ | ---- | -------- |
| 1     | Lo Tzu-chieh             | TPE  | 2,20 PB  |
| 2     | Choi Jin-woo             | KOR  | 2,20 SB  |
| 3     | Souta Haraguchi          | JPN  | 2,18 PB  |
| 4     | Ahmed Abdullah al-Taruti | KSA  | 2,12 PB  |
| 5     | Haruya Suzaki            | JPN  | 2,06     |
| 6     | Nguyễn Quốc Thịnh        | VIE  | 2,06     |
| 7     | Amiket Subhash           | IND  | 2,03     |
| 8     | Lim Ye-chan              | KOR  | 2,03     |

7. Juni

#### Stabhochsprung
| Platz      | Athlet           | Land | Höhe (m)   |
| ---------- | ---------------- | ---- | ---------- |
| 1          | Seif Heneida     | QAT  | 5,50 CR NR |
| 2          | Liu Rui          | CHN  | 5,15 PB    |
| 3          | Rui Kitada       | JPN  | 5,10 SB    |
| 4          | Eito Watanabe    | JPN  | 5,05       |
| 5          | Lin Chun-yi      | TPE  | 5,00       |
| 6          | Arshia Mosadeghi | IRI  | 4,80       |
| 7          | Kim Chae-min     | KOR  | 4,50       |
|            | Dev Meena        | IND  | NMH        |
| Wu Yen-han | TPE              | NMH  |            |

4. Juni

#### Weitsprung
| Platz | Athlet                | Land | Weite (m) |
| ----- | --------------------- | ---- | --------- |
| 1     | Shu Heng              | CHN  | 8,03 PB   |
| 2     | Lin Ming Fu           | HKG  | 7,49      |
| 3     | Zhang Hongming        | CHN  | 7,34      |
| 4     | Rajat                 | IND  | 7,26      |
| 5     | Law Ngai Him          | HKG  | 7,23      |
| 6     | Ryoga Kura            | JPN  | 7,08      |
| 7     | Lam Kuok Ngai         | MAC  | 6,62      |
| 8     | Sultan Salah al-Rayes | KUW  | 6,62      |

7. Juni

#### Dreisprung
| Platz | Athlet          | Land | Weite (m) |
| ----- | --------------- | ---- | --------- |
| 1     | Miyao Manato    | JPN  | 16,38 PB  |
| 2     | Ma Yinglong     | CHN  | 16,22 PB  |
| 3     | Malith Yasiru   | LKA  | 15,82     |
| 4     | Sukhpreet Singh | IND  | 15,28     |
| 5     | Kim Dong-hyeak  | KOR  | 15,10     |
| 6     | Huang Wei-Lin   | TPE  | 15,03     |
| 7     | Georgi Li       | KAZ  | 14,73     |

5. Juni

#### Kugelstoßen (6 kg)
| Platz | Athlet               | Land | Weite (m) |
| ----- | -------------------- | ---- | --------- |
| 1     | Siddharth Choudhry   | IND  | 19,52 PB  |
| 2     | Djibrine Adoum Ahmat | QAT  | 18,85 PB  |
| 3     | Park Si-hoon         | KOR  | 18,70 PB  |
| 4     | Oh Ye-chan           | KOR  | 17,85 PB  |
| 5     | Ali Rajabi           | IRI  | 17,80 PB  |
| 6     | Bader Naji           | KSA  | 17,75 PB  |
| 7     | Seo Seng-woo         | KOR  | 16,10     |
| 8     | Bexultan Jelikbajew  | KAZ  | 15,90 PB  |

5. Juni

#### Diskuswurf (1,75 kg)
| Platz | Athlet               | Land | Weite (m) |
| ----- | -------------------- | ---- | --------- |
| 1     | Bhartpreet Singh     | IND  | 55,66     |
| 2     | Sayfullayev Dunyozod | QAT  | 55,58     |
| 3     | Mohammadreza Ziyaii  | IRI  | 55,44 PB  |
| 4     | Djibrine Adoum Ahmat | QAT  | 53,81     |
| 5     | Ali Rajabi           | IRI  | 53,51 PB  |
| 6     | Kim Seong-woo        | KOR  | 52,01 PB  |
| 7     | Mohamed Ahmed Qassem | IRQ  | 16,10     |
| 8     | Park Min-jae         | KOR  | 49,65     |

4. Juni

#### Hammerwurf (6 kg)
| Platz | Athlet              | Land | Weite (m) |
| ----- | ------------------- | ---- | --------- |
| 1     | Mohamed Adel Khan   | KUW  | 64,78 PB  |
| 2     | Mahdi Haft Cheshmeh | IRI  | 63,96 PB  |
| 3     | Jang Young-min      | KOR  | 59,22     |
| 4     | Bjun Woo-sol        | KOR  | 56,86     |
| 5     | Cho Jae-hyeok       | KOR  | 54,80     |

7. Juni

#### Speerwurf
| Platz | Athlet               | Land | Weite (m) |
| ----- | -------------------- | ---- | --------- |
| 1     | Huang Chao-hung      | TPE  | 72,85     |
| 2     | Shivam Lohakare      | IND  | 72,34     |
| 3     | Choi Woo-jin         | KOR  | 70,41     |
| 4     | Wang Chun-hao        | TPE  | 65,49     |
| 5     | Jeong Jun-seok       | KOR  | 63,72     |
| 6     | Meirschan Chijimurat | KAZ  | 62,84 PB  |
| 7     | Mohit Chaudhary      | IND  | 62,72     |
| 8     | Lucas Wong           | SGP  | 60,82 PB  |

5. Juni

#### Zehnkampf
| Platz | Athlet              | Land | Punkte  |
| ----- | ------------------- | ---- | ------- |
| 1     | Sunil Kumar         | IND  | 7003 PB |
| 2     | Nodir Norbayev      | UZB  | 6956 PB |
| 3     | Samandar Makhmudov  | UZB  | 6840    |
| 4     | Lee Yu-seong        | KOR  | 6800 PB |
| 5     | Zhe Han Wilson Quak | MAS  | 6309 PB |
| 6     | Nam Hynu-bin        | KOR  | 6307    |
| 7     | Iwan Sening         | KAZ  | 6098 PB |

5./6. Juni

### Mädchen

#### 100 m
| Platz | Athletin          | Land | Zeit (s) |
| ----- | ----------------- | ---- | -------- |
| 1     | Xiong Shiqi       | CHN  | 11,62    |
| 2     | Liu Xiajun        | CHN  | 11,85    |
| 3     | Athicha Phetkun   | THA  | 11,86    |
| 4     | Abinaya Rajarajan | IND  | 11,90 PB |
| 5     | Li Tsz To         | HKG  | 11,96    |
| 6     | Yang Mei-mei      | TPE  | 11,98    |
| 7     | Huang Yu-ting     | TPE  | 12,03    |
|       | Dinara Bandara    | LKA  | 12,05    |

Finale: 5. Juni
Wind: −0,1 m/s

#### 200 m
| Platz | Athletin                | Land | Zeit (s) |
| ----- | ----------------------- | ---- | -------- |
| 1     | Jennifer Saita          | JPN  | 23,99    |
| 2     | Athicha Phetkun         | THA  | 24,31    |
| 3     | Yang Mei-mei            | TPE  | 24,33 PB |
| 4     | Nayana Kokare           | IND  | 24,53    |
| 5     | Nur Afrina Batrisyia    | MAS  | 24,70    |
| 6     | Li Tsz To               | HKG  | 24,83    |
| 7     | Huang Na                | CHN  | 24,90    |
| 8     | Unnathi Aiyappa Bolland | IND  | 24,96    |

Finale: 7. Juni 
Wind: −0,1 m/s

#### 400 m
| Platz | Athletin              | Land | Zeit (s) |
| ----- | --------------------- | ---- | -------- |
| 1     | Rezoana Mallick Heena | IND  | 53,32    |
| 2     | Tharushi Karunarathna | SRI  | 53,71    |
| 3     | Jayeshi Uththara      | LKA  | 55,52    |
| 4     | Sofija Kidenko        | KAZ  | 56,06 PB |
| 5     | Liu Chen-yu           | TPE  | 56,12    |
| 6     | Anna Schumilo         | KAZ  | 56,75 SB |
| 7     | Sin Hyun-jin          | KOR  | 57,00    |
| 8     | Jane Christa Ming     | HKG  | 62,07    |

Finale: 4. Juni

#### 800 m
| Platz | Athletin              | Land | Zeit (min) |
| ----- | --------------------- | ---- | ---------- |
| 1     | Tharushi Karunarathna | LKA  | 2:05,64    |
| 2     | Aqbajan Nurmämschet   | KAZ  | 2:10,22 PB |
| 3     | Qin Yingying          | CHN  | 2:11,14 PB |
| 4     | Park Woo-rim          | KOR  | 2:13,32 PB |
| 5     | Jekaterina Koloda     | KAZ  | 2:15,17 PB |

5. Juni

#### 1500 m
| Platz | Athletin            | Land | Zeit (min) |
| ----- | ------------------- | ---- | ---------- |
| 1     | Laxita Sandilea     | IND  | 4:15,23 PB |
| 2     | Aqbajan Nurmämschet | KAZ  | 4:24,92 PB |
| 3     | Nanaka Yonezawa     | JPN  | 4:25,75    |
| 4     | Airi Taishima       | JPN  | 4:28,07    |
| 5     | Park Woo-rim        | KOR  | 4:37,99    |
| 6     | Faith Zhen Ford     | SGP  | 4:55,84 PB |

7. Juni

#### 3000 m
| Platz | Athletin           | Land | Zeit (min) |
| ----- | ------------------ | ---- | ---------- |
| 1     | Kana Mizumoto      | JPN  | 9:16,93    |
| 2     | Bushra Khan        | IND  | 9:41,45    |
| 3     | Ajana Bolatbekqysy | KAZ  | 4:25,75    |
| 4     | Faith Zhen Ford    | SGP  | 10:36,49   |

6. Juni

#### 5000 m
| Platz | Athletin           | Land | Zeit (min)  |
| ----- | ------------------ | ---- | ----------- |
| 1     | Nanaka Yonezawa    | JPN  | 16:37,37    |
| 2     | Akari Masumoto     | JPN  | 16:42,22    |
| 3     | Antima Pal         | IND  | 17:17,12    |
| 4     | Sanija Qudaibergen | KAZ  | 17:47,97 PB |
| 5     | Bushra Khan        | IND  | 18:15,99    |

4. Juni

#### 10.000 m Bahngehen
| Platz | Athletin            | Land | Zeit (min) |
| ----- | ------------------- | ---- | ---------- |
| 1     | Chen Meiling        | JPN  | 46:11,08   |
| 2     | Ai Oyama            | JPN  | 46:56,24   |
| 3     | Jasmina Toxanbajewa | KAZ  | 47:01,55   |
| 4     | Zhang Ting          | CHN  | 47:24,97   |
| 5     | Sabrina Arsijewa    | KAZ  | 52:39,25   |
| 6     | Chung Shao-hsun     | TPE  | 52:48,13   |
|       | Satsuki Ishida      | JPN  | DSQ        |

5. Juni

#### 100 m Hürden
| Platz | Athletin           | Land | Zeit (s) |
| ----- | ------------------ | ---- | -------- |
| 1     | Miki Hayashi       | JPN  | 13,64    |
| 2     | Chloe Pak Hoi Mann | HKG  | 13,91 PB |
| 3     | Kristina Jermola   | KAZ  | 14,57    |
| 4     | Kim Chan-song      | KOR  | 14,61    |
| 5     | Yu Pui Yi          | HKG  | 14,64 PB |
| 6     | Park Ji-young      | KOR  | 14,84 PB |

7. Juni
Wind: −0,4 m/s

#### 400 m Hürden
| Platz | Athletin               | Land | Zeit (s)    |
| ----- | ---------------------- | ---- | ----------- |
| 1     | Miku Takino            | JPN  | 58,92       |
| 2     | Nazanin Fatemeh        | IRI  | 60,01 NU20R |
| 3     | Anastassija Koloda     | KAZ  | 60,40 PB    |
| 4     | Nurxon Ochilova        | UZB  | 61,13 PB    |
| 5     | Anastassija Zwirkunowa | KAZ  | 62,47 PB    |
| 6     | Jo Yun-seo             | KOR  | 64,21       |

5. Juni

#### 3000 m Hindernis
| Platz | Athletin          | Land | Zeit (min)  |
| ----- | ----------------- | ---- | ----------- |
| 1     | Dilshoda Usmanova | UZB  | 10:22,41 NR |
| 2     | Akbilek Kuralbai  | KAZ  | 10:35,44 PB |
| 3     | Thanh Lê Thị      | VIE  | 11:09,05    |
| 4     | Su Hui-ping       | TPE  | 12:03,21    |
| 5     | Park Seo-yeon     | KOR  | 12:20,73    |

6. Juni

#### 4 × 100 m Staffel
| Platz | Land                | Athletinnen                                                                    | Zeit (s) |
| ----- | ------------------- | ------------------------------------------------------------------------------ | -------- |
| 1     | Volksrepublik China | Liu Xiajun Zhao Junyan Huang Na Xiong Shiqi                                    | 45,05    |
| 2     | Thailand            | Jirapat Khanonta Manatsada Sammano Suwimol Srateanthong Athicha Phetkun        | 45,34    |
| 3     | Indien              | Tamanna S. Akshaya Nayana Kokare Abinaya Rajarajan                             | 40,56    |
| 4     | Hongkong            | Serena Cheuk Man Tang Luo Tsz Yuen Yau sin Ting Li Tsz To                      | 46,11    |
| 5     | Südkorea            | Lee Eun-bin Lee Chae-hyeon Sin Ga-young Jeon Ha-young                          | 46,24    |
| 6     | Kasachstan          | Marija Schuwalowa Kristina Jermalowa Irina Konitschschewa Anastassija Rypakowa | 47,49    |

6. Juni

#### 4 × 400 m Staffel
| Platz | Land       | Athletinnen                                                                  | Zeit (min) |
| ----- | ---------- | ---------------------------------------------------------------------------- | ---------- |
| 1     | Indien     | Anuskha Kumbhar Riya Nitin Kanista Teena Rezoana Mallick Heena               | 3:40,50    |
| 2     | Kasachstan | Marija Schuwalowa Sofija Kidenko Anastassija Koloda Anna Schumilo            | 3:46,19    |
| 3     | Südkorea   | Sin Hyun-jin Lee Min-kyung Jo Yun-seo Choi Ji-seon                           | 3:47,46    |
| 4     | Hongkong   | Hannah Lee Season Choi Chow Chi Ku Jane Christa Ming                         | 3:48,54    |
| 5     | Thailand   | Phatthraporn Dechanon Sasikan Ketbut Montida Thongchaikaew Thippanet Meechan | 3:49,85    |

7. Juni

#### Hochsprung
| Platz | Athletin              | Land | Höhe (m) |
| ----- | --------------------- | ---- | -------- |
| 1     | Barnoxon Sayfullayeva | UZB  | 1,84 =PB |
| 2     | Pooja Singh           | IND  | 1,82 PB  |
| 3     | Lin Pei-hsuan         | TPE  | 1,82 =PB |
| 4     | Valeriya Gorbatova    | UZB  | 1,78 PB  |
| 5     | Kim Ji-yeon           | KOR  | 1,75     |
| 6     | Mohur Mukherjee       | IND  | 1,69     |
| 7     | Arina Maljugina       | KAZ  | 1,69     |
| 8     | Irina Sisowa          | KAZ  | 1,65     |
| 8     | Bùi Thị Kim Anh       | VIE  | 1,65     |

6. Juni

#### Stabhochsprung
| Platz | Athletin       | Land | Höhe (m) |
| ----- | -------------- | ---- | -------- |
| 1     | Wei Lingxia    | CHN  | 3,95     |
| 2     | Chen Tzu-tsen  | TPE  | 3,85 PB  |
| 3     | Yen Tzu-hsin   | TPE  | 3,75     |
| 4     | Sora Murata    | JPN  | 3,75     |
| 5     | Maria Andriany | INA  | 3,60     |
| 6     | Ko Min-ji      | KOR  | 3,45 PB  |
| 7     | Yoon Ye-rin    | KOR  | 3,30     |
| 8     | Esther Tay     | SGP  | 3,15     |

6. Juni

#### Weitsprung
| Platz | Athletin             | Land | Weite (m) |
| ----- | -------------------- | ---- | --------- |
| 1     | Huang Yingying       | CHN  | 6,24      |
| 2     | Susmita              | IND  | 5,96      |
| 3     | Anastassija Rypakowa | KAZ  | 5,90      |
| 4     | Jia Wai Yin          | HKG  | 5,77      |
| 5     | Hang Hà Thị Thúy     | VIE  | 5,52      |
| 6     | Yun Seon-yoo         | KOR  | 5,46      |
| 7     | Chang Chun-ya        | TPE  | 5,40      |
| 8     | Yee Lie Hiu          | HKG  | 5,34      |

5. Juni

#### Dreisprung
| Platz | Athletin             | Land | Weite (m) |
| ----- | -------------------- | ---- | --------- |
| 1     | Xushnoza Shavkatova  | UZB  | 13,07 PB  |
| 2     | Walerija Safonowa    | KAZ  | 12,78     |
| 3     | Wiktorija Poprawkina | KAZ  | 5,90      |
| 4     | Jang Seon-gi         | KOR  | 12,59     |
| 5     | Yun Seon-yoo         | KOR  | 12,35     |
| 6     | Hang Hà Thị Thúy     | VIE  | 12,00     |
| 7     | Zhong Chuhan         | SGP  | 11,93     |
| 8     | Jeanne Arnibal       | PHI  | 11,50 w   |

6. Juni

#### Kugelstoßen
| Platz | Athletin            | Land | Weite (m) |
| ----- | ------------------- | ---- | --------- |
| 1     | Lin Jiaxin          | CHN  | 15,91     |
| 2     | Malika Nasreddinova | UZB  | 15,76     |
| 3     | Gao Yirui           | CHN  | 15,30     |
| 4     | Vidhi               | IND  | 15,16 PB  |
| 5     | Park So-jin         | KOR  | 14,76     |
| 6     | Chiang Ching-yuan   | TPE  | 13,82     |

4. Juni

#### Diskuswurf
| Platz | Athletin          | Land | Weite (m) |
| ----- | ----------------- | ---- | --------- |
| 1     | Huang Jingru      | CHN  | 56,75 PB  |
| 2     | Jiang Zhichao     | CHN  | 55,23     |
| 3     | Yee Hye-min       | KOR  | 48,60     |
| 4     | Im Cha-yeon       | KOR  | 46,49     |
| 5     | Chiang Ching-yuan | TPE  | 45,53     |
| 6     | Karina Wassiljewa | KAZ  | 42,04     |

7. Juni

#### Hammerwurf
| Platz | Athletin          | Land | Weite (m) |
| ----- | ----------------- | ---- | --------- |
| 1     | Gao Jinyao        | CHN  | 64,92 PB  |
| 2     | Elina Silyamiyeva | UZB  | 60,53 PB  |
| 3     | Kim Tae-hee       | KOR  | 59,97 PB  |
| 4     | Melika Norouzi    | IRN  | 54,49 PB  |
| 5     | Park Ha-ran       | KOR  | 51,09 PB  |
| 6     | Lee Ah-young      | KAZ  | 49,14     |

5. Juni

#### Speerwurf
| Platz | Athletin       | Land | Weite (m)   |
| ----- | -------------- | ---- | ----------- |
| 1     | Nozomi Sakurai | JPN  | 50,02       |
| 2     | Chu Pin-hsun   | TPE  | 49,38       |
| 3     | Yang Seok-ju   | KOR  | 47,88       |
| 4     | Mana Hosseini  | IRN  | 47,35 NU20R |
| 5     | Kim Min-seon   | KOR  | 45,12       |
| 6     | Yang Fang      | CHN  | 42,83       |
| 7     | Kang Hyun-jin  | KOR  | 41,15       |

4. Juni

#### Siebenkampf
| Platz | Athletin             | Land | Punkte  |
| ----- | -------------------- | ---- | ------- |
| 1     | Oʻgʻiloy Norboyeva   | UZB  | 5130 PB |
| 2     | Miki Hayashi         | JPN  | 5095    |
| 3     | Lin Pei-hsuan        | TPE  | 5070 PB |
| 4     | Wang Tzu-hsuan       | TPE  | 5031 PB |
| 5     | Saba Khorasani       | IRN  | 4599 PB |
| 6     | Alina Tschistjakowa  | KAZ  | 4409    |
| 7     | Lee Ha-yon           | KOR  | 4173    |
|       | Jekaterina Awdejenko | KAZ  | DNF     |

5./6. Juni

### Mixed

#### 4 × 400 m Staffel
| Platz | Land       | Athleten                                                                 | Zeit (min) |
| ----- | ---------- | ------------------------------------------------------------------------ | ---------- |
| 1     | Sri Lanka  | Vinod Ariyawansha Jayeshi Uththara Shehan Dilranga Tharushi Karunarathna | 3:25,41 NR |
| 2     | Südkorea   | Kim Jeong-hyun Lee Min-kyung Bae Geon-yul Sin Hyun-jin                   | 3:28,30    |
| 3     | Indien     | Deepak Singh Anushka Kumbhar Navpreet Singh Rezoana Mallick Heena        | 3:30,13    |
| 4     | Hongkong   | Lau Tsun San Chow Chi Ku Chu Lok Yin Jane Christa Ming                   | 3:35,39    |
| 5     | Kasachstan | Danil Popow Anna Schumilo Madi Tokenow Anastassija Zwirkunowa            | 3:36,61    |

5. Juni